# Радмилович, Пол
Пол Франческо Радмилович (англ. Paulo Francesco Radmilovic; 5 марта 1886, Кардифф — 29 сентября 1968, Уэстон-сьюпер-Мэр) — британский ватерполист и пловец, четырёхкратный чемпион летних Олимпийских игр.
Радмилович пять раз входил в состав сборной Великобритании по водному поло, которая стала лучшей на Олимпийских играх 1908 в Лондоне, 1912 в Стокгольме и 1920 в Антверпене. На последующих Олимпиадах 1924 и 1928 его команда не выиграла медалей.
Также, Радмилович занимался плаванием. Он участвовал в неофициальных Олимпийских играх 1906 в Афинах, став 4-м в 100 м вольным стилем и 5-м в 400 м. В заплыве на 1500 м он не финишировал. На лондонских играх он стал чемпионом в эстафете 4×200 вольным стилем. В трёх других дисциплинах — 100, 400 и 1500 м вольным стилем — он останавливался на полуфинале. Через четыре года он повторил свой результат на 100 м. Также, Радмилович является 4-кратным чемпионом Великобритании на дистанциях от 100 ярдов до 5 миль. Он был включён в Международный плавательный зал славы в 1967 году.